# کاخ (فیلم ۲۰۲۳)
کاخ (به انگلیسی: The Palace) یک فیلم کمدی سیاه به کارگردانی رومن پولانسکی است که در سال ۲۰۲۳ به نمایش درآمد. فیلمنامه این اثر را پولانسکی به همراه یژی اسکولیموفسکی نوشته است. میکی رورک، ژواکیم دی آلمیدا، جان کلیز، اولیور مازوچی، فنی اردان، فورتوناتو چرلینو، مورگان پولانسکی و الکساندر پتروف از بازیگران اصلی این فیلم هستند.

## داستان
داستان فیلم در شب سال نو ۱۹۹۹ اتفاق می‌افتد، جایی که یک مهمانی شام در کاخ گستاد تغییری غیرمنتظره پیدا می‌کند.

## تولید
فیلمبرداری اصلی در فوریه ۲۰۲۲ در کاخ گستاد در سوئیس آغاز شد و در ژوئن به پایان رسید. فیلمبرداری ابتدا قرار بود در پاییز ۲۰۲۱ آغاز شود.